# Gaspar de Quiroga y Vela
Gaspar de Quiroga y Vela (ur. 13 stycznia 1512 w Starej Kastylii, zm. 12 listopada 1594 w Sewilli) – hiszpański duchowny rzymskokatolicki, arcybiskup Toledo w latach 1577–1594, kardynał od 1578, inkwizytor.

## Życiorys
Pochodził z diecezji Ávila. W latach 30. XVI wieku studiował na Uniwersytecie w Salamance oraz w Colegio Mayor Santa Cruz w Valladolid. 13 kwietnia 1538 uzyskał tytuł doktora prawa kanonicznego. Następnie był profesorem w Colegio de San Salvador de Oviedo na Uniwersytecie w Salamance. W 1540 został wikariuszem generalnym archidiecezji Toledo i kanonikiem miejscowej kapituły katedralnej. Za pontyfikatu Pawła IV (1555–1559) był audytorem Hiszpanii w Trybunale Roty Rzymskiej. Podczas kilkuletniego pobytu w Rzymie poznał Ignacego Loyolę, założyciela zakonu jezuitów. W 1559 król Filip II Habsburg mianował go wizytatorem królestwa Neapolu. Po wypełnieniu tej misji został mianowany członkiem Rady Najwyższej i Generalnej Inkwizycji (tzw. Supremy) oraz doradcę Rady Kastylii (1563). W latach 1567–1571 i ponownie w 1586 był przewodniczącym Rady Włoch.
17 grudnia 1571 został mianowany biskupem Cuenci. Sakrę przyjął z rąk kardynała Diego Espinosa Arévalo 15 kwietnia 1572. 20 kwietnia 1573 został mianowany wielkim inkwizytorem Hiszpanii oraz członkiem Rady Państwa. 6 września 1577 przeniesiony został do archidiecezji Toledo, z którą wiązała się godność prymasa Hiszpanii. 15 grudnia 1578 został mianowany kardynałem prezbiterem S. Balbinae przez papieża Grzegorza XIII.
Jako wielki inkwizytor Hiszpanii opublikował w 1583 najobszerniejszy w dziejach hiszpańskiej inkwizycji indeks ksiąg zakazanych. W innych obszarach jednak, jego rządy wiązały się ze złagodzeniem niektórych represji, m.in. zadecydował o zakończeniu postępowania wobec Luisa de León i jego uwolnieniu. Funkcję wielkiego inkwizytora oraz arcybiskupa Toledo sprawował aż do śmierci.
Gaspar de Quiroga zmarł w Madrycie w wieku 82 lat. Kilka dni przed śmiercią kardynał Albrecht VII Habsburg został mianowany jego koadiutorem w archidiecezji Toledo.